# بدر الدين الكرخي
بدر الدين  محمد بن محمد الكَرخي البكري (1504 - 1598) عالم مسلم عراقي من القرن العاشر الهجري/ السادس عشر الميلادي عاش معظم حياته في مصر العثمانية. ولد بالكرخ في بغداد ونشأ وتعلم بها ثم استوطن مصر وأخذ عن زكريا الأنصاري وشهاب الدين الرملي وشمس الدين التتائي. توفي في القاهرة ودفن في الحوش الشافعي. هو فقيه شافعي وأصولي وفرضي وعارف بالتفسير. له عدة مؤلفات منها مجمع البحرين ومطلع البدرين على تفسير الجلالين، وحاشية على الجلالين في مجلدين والمَنهج الأسنى في آية الكرسي والأسماء الحسنى واللوامع البدرية على التحفة القدسية في اختصار الرحبية من الفرائض .

## سيرته
هو محمد بن محمد الكرخي البكري الشافعي، أبو عبد الله، بدر الدين. ولد سنة 910 هـ/ 1504 م بالكرخ في بغداد ونشأ وتعلم بها. اشتهر بمصر. هو فقيه شافعي وأصولي وفرضي ومفسر ومن أعلام القرن العاشر الهجري. وله عدة مؤلفات في التفسير وحواش. هو نزيل مدرسة السلطان حسن بمصر ذكره الشيخ مدين القوصوني فقال في حقه كان عالماً عاملاً فاضلاً كاملاً فقيهاً مفسراً محدثاً مطلعاً أخذ العلم عن جماعة منهم زكريا الأنصاري وأجازه بجميع مروياته ومؤلفاته وشهاب الدين الرملي وولده الشمس وشمس الدين التتائي.

توفي في القاهرة في ذي القعدة 1006 هـ/ 1598 م دفن بحوش الإمام الشافعي.

## مؤلفاته
- حاشية على المنهاج للنووي
- حاشية على الجلالين
- اللوامع البدرية على التحفة القدسية في اختصار الرحبية من الفرائض
- مجمع البحرين ومطلع البدرين على تفسير الجلالين (أو مجمع البحرين ومطلع البدرين على تفسير الإمامين الجلالين)
- المَنهج الأسنى في آية الكرسي والأسماء الحُسنی